# Gian Carlo Pallavicino
Gian Carlo Pallavicino, né en 1722 à Gênes et mort en 1794 à Gênes, est un homme politique italien, 179e doge de Gênes du 6 juin 1785 au 6 juin 1787.